# 국제 표준 직업 분류
국제 표준 직업 분류 (國際標準職業分類, 영어: International Standard Classification of Occupations, 약칭: ISCO)는 노동과 직업에 대한 정보를 정리하기 위한 국제 노동 기구 (ILO) 분류 구조이다. 이는 연합국의 경제 및 사회 분류의 국제 가족의 일부이다. ISCO-08로 알려진 현재 판본은 2008년에 발행되었으며 ISCO-58, ISCO-68 및 ISCO-88에 이어 네 번째 판본이다.
ILO는 ISCO 분류의 목적을 다음과 같이 설명한다:
직업에서 수행되는 작업과 의무에 따라 직업을 명확하게 정의된 분류 집합으로 구성하기 위한 도구이다. 통계 응용 프로그램 및 다양한 클라이언트 지향 응용 프로그램에서 쓰기 위한 것이다. 클라이언트 지향 응용 프로그램에는 구직자와 구인의 매칭, 국가 간 근로자의 장단기 이주 관리, 직업 훈련 프로그램 및 지도 개발이 포함된다.
ISCO는 교육, 농업 및 의료 인력 정보 보고와 같은 특정 영역의 응용뿐만 아니라 많은 국가 직업 분류의 기초이다. ISCO-08 개정판은 예를 들어 2010년 전세계 인구 조사에서 들어오는 자료에 적용되는 것처럼, 향후 10년 간 전 세계 노동 정보의 표준이 될 것으로 예상된다.

## ISCO-08 구조
ISCO-08은 직업을 10개의 대분류로 나눈다:
1. 관리직
2. 전문직
3. 기사·준 전문직
4. 사무 보조원
5. 서비스·판매 종사자
6. 전문 농림어업 종사자
7. 기능공·관련직 종사자
8. 설비·기계의 운전·조립공
9. 단순 작업 종사자
10. 군인

각 대분류는 중분류, 소분류, 세분류로 더 구성된다. 시스템을 정의하는 데 사용되는 기본 기준은 직무와 직무를 유능하게 수행하는 데 필요한 기술 수준과 전문화이다.

### 1 관리직
- 11	최고 경영자, 상급 공무원, 입법부 의원
  - 111		입법부 의원, 상급 공무원
  - 112	전무 이사, 최고 경영자
- 12	총무·영업 관리자
  - 121	대 사업소 서비스 총무 관리자
  - 122	판매·마케팅·개발 관리자
- 13	생산 및 전문 서비스 관리자
  - 131	농림어업 생산 관리자
  - 132	제조업·광업·건설업·유통업 관리자
  - 133	정보 통신 기술 서비스 관리자
  - 134	전문 서비스 관리자
- 14	접객업·소매업·기타 서비스업 관리자
  - 141	호텔 지배인
  - 142	소매·도매 관리자
  - 143	기타 서비스 관리자

### 2 전문직
- 21	과학·공학 전문직
  - 211	물리·지구 과학 전문직
  - 212	수학자, 보험계리사, 통계학자
  - 213	생명 과학 전문직
  - 214	공학 전문직 (전자공학 제외)
  - 215	전자공학 기술자
  - 216	건축가, 계획가, 측량사, 디자이너
- 22	보건 전문직
  - 221	의사
  - 222	간호·조산 전문직
  - 223	전통·대체 의학 전문직
  - 224	준의료 종사자
  - 225	수의사
  - 226	기타 보건 전문직
  - 227   의료 보조 전문직
- 23	교육 전문직
  - 231	대학·고등 교육 교원
  - 232	직업 교육 교원
  - 233	중등 교육 교원
  - 234	초등 교육·유아 교육 교원
  - 235	기타 교육 전문직
- 24	경영 관리 전문직
  - 241	재무 전문직
  - 242	경영 전문직
  - 243	판매·마케팅·홍보 전문직
- 25	정보 통신 기술 전문직
  - 251	소프트웨어·어플리케이션 개발자, 분석가
  - 252	데이터베이스·네트워크 전문직
- 26	법무·사회·문화 전문직
  - 261	법률 전문직
  - 262	사서, 기록관리사, 학예사
  - 263	사회·종교 전문직
  - 264	작가, 기자, 언어학자
  - 265	창작·공연 예술가

### 3 기사·준 전문직
- 31	과학·공학 준 전문직
  - 311	물리·공학 기술자
  - 312	광업·제조업·건설업 감독원
  - 313	공정 관리 기사
  - 314	생명 과학 기술자 및 관련 준 전문직
  - 315	선박·항공기 운항의 준 전문직 기술자
- 32	보건 준 전문직
  - 321	의료·약제 기사
  - 322	간호·조산 준 전문직
  - 323	전통·대체 의학 준 전문직
  - 324	수의 기사, 조수
  - 325	기타 보건 준 전문직
- 33	사업·총무 준 전문직
  - 331	금융·수학 준 전문직
  - 332	판매·구매 대행자·중개인
  - 333	사업 서비스 제공자
  - 334	총무 비서, 전문 비서
  - 335	감독 행정 준 전문직
- 34	법무·사회·문화 준 전문직
  - 341	법률·사회·종교 준 전문직
  - 342	스포츠·피트니스 종사자
  - 343	예술·문화·요리 준 전문직
- 35	정보 통신 기술자
  - 351	정보 통신 기술 운영·사용자 지원 기술자
  - 352	통신·방송 기술자

### 4 사무 보조원
- 41	일반 사무원, 키보드 입력 사무원
  - 411	일반 사무원
  - 412	비서 (일반)
  - 413	키보드 입력 연산자
- 42	고객 서비스 사무원
  - 421	금전 출납원, 수금 및 관련 사무원
  - 422	고객 정보 관리 종사자
- 43	회계·재고 관리 사무원
  - 431	회계 사무원
  - 432	재고·운송 관리 사무원
- 44	기타 사무 보조원
  - 441	기타 사무 보조원

### 5 서비스·판매 종사자
- 51	대인 서비스 종사자
  - 511	여행 안내원, 차장, 관광 안내인
  - 512	요리사
  - 513	급사인, 바텐더
  - 514	이발사, 미용사 및 관련 종사자
  - 515	건물 관리·가사 대행 공장장
  - 516	기타 대인 서비스 종사자
- 52	판매원
  - 521	거리·시장 판매원
  - 522	소매점 판매원
  - 523	현금 출납 사무원, 표 판매원
  - 524	기타 판매원
- 53	신변 보호 종사자
  - 531	보육 종사자, 교사 보조원
  - 532	의료 서비스 개호 복지 종사자
- 54	보안 서비스 종사자
  - 541	보안 서비스 종사자

### 6 전문 농림어업 종사자
- 61	시장 농업 생산 종사자
  - 611	시장 원예 농작물 생산 종사자
  - 612	축산 종사자
  - 613	혼작 작물·동물 사육 종사자
- 62	시장 농업·임업·수렵 생산 종사자
  - 621	임업 및 관련 직업 종사자
  - 622	어업 종사자, 사냥꾼, 덫꾼
- 63	자급 어업·수렵·포획·채취 종사자
  - 631	자급 재배 농가
  - 632	자급 축산가
  - 633	자급 혼작 농가, 축산가
  - 634	자급 어업·수렵·포획·채취 종사자

### 7 기능공·관련직 종사자
- 71	건설 관련 직업 종사자 (전기 기술자 제외)
  - 711	건축물의 거푸집 조립 및 관련 직업 종사자
  - 712	건축 마무리 공사 및 관련 직업 종사자
  - 713	페인트공, 건물 청소원 및 관련 직업 종사자
- 72	금속·기계 관련 직업 종사자
  - 721	판금 구조 강철 공장, 금형 공, 용접공 및 관련 직업 종사자
  - 722	대장장이, 공구장인 및 관련 직업 종사자
  - 723	기계공, 수리공
- 73	수공품·인쇄 관련 직업 종사자
  - 731	수공품 제작 종사자
  - 732	인쇄 관련 직업 종사자
- 74	전기·전자기기 관련 직업 종사자
  - 741	전기 설비 설치공·수리공
  - 742	통신 장비 설치공·수리공
- 75	식품 가공·목재 가공·의류·기타 수공품 제작 관련 직업 종사자
  - 751	식품 가공 및 관련 직업 종사자
  - 752	목공, 가구공 및 관련 직업 종사자
  - 753	의류 제조 관련 직업 종사자
  - 754	기타 수공품 제작 종사자

### 8 설비·기계의 운전·조립공
- 81	정치 장비·기계 운전공
  - 811	채광 장비·광석 가공 장비 운전공
  - 812	금속 가공 장비·마무리 장치 운전공
  - 813	화학 제품·사진 제품 제조 장치·기계 운전공
  - 814	고무·플라스틱·종이 제품 제조 기계 운전공
  - 815	섬유 제품·가죽 제품 제조 기계 운전공
  - 816	식료품 및 관련 제품 제조 기계 운전공
  - 817	목재 제지 장치 운전공
  - 818	기타 정치 장비·기계 운전공
- 82	조립공
  - 821	조립공
- 83	운전사, 중장비 운전자
  - 831	기관차 기관사 및 관련 직업 종사자
  - 832	승용차·밴·오토바이 운전자
  - 833	대형 트럭·버스 운전사
  - 834	중장비 운전자
  - 835	선박 갑판원 및 관련 직업 종사자

### 9 단순작업 종사자
- 91	청소원, 도우미
  - 911	일반 가정·호텔·사무실 청소원·도우미
  - 912	차량·창·빨래 등의 수작업 청소원
- 92	농림어업 작업자
  - 921	농림어업 작업자
- 93	광업·건설업·제조업·운수업 작업자
  - 931	광업·건설업 작업자
  - 932	제조업 작업자
  - 933	운수업·창고업 작업자
- 94	식사 준비 보조자
  - 941	식사 준비 보조자
- 95	거리 등의 판매원, 서비스 종사자
  - 951	거리 등의 서비스 종사자
  - 952	노점상 (식품 제외)
- 96	쓰레기 작업자 및 기타 단순 노동자
  - 961	쓰레기 작업자
  - 962	기타 단순 노동자

### 10 군인
- 101	사관
  - 1011	사관
- 102	하사관
  - 1021	하사관
- 103	다른 계급의 군인
  - 1031	다른 계급의 군인

## 같이 보기
- 국제 표준 교육 분류
- 국제 표준 산업 분류
- 질병 및 관련 건강 문제의 국제 통계 분류
- 국가 직업 분류 (캐나다)
- 표준 직업 분류제 (미국)
- 한국표준직업분류 (한국)
- 직명 팽창

## 참고 도서
- Hoffmann E. 1999. International statistical comparisons of occupational and social structures: problems, possibilities and the role of ISCO-88.